# Марк, Глория
Глория Джанет Марк (англ. Gloria Janet Mark) - профессор кафедры информатики в Калифорнийском университете в Ирвине. Опубликовала более 150 работ  исследования социальных сетей и социальных последствий цифровых средств массовой информации. В 2017 году принята в Академию ОМС за её вклад в область взаимодействия между человеком и компьютером.

## Образование
Глория получила степень магистра в области биостатистики в Мичиганском университете в 1984 году и степень доктора психологии в Колумбийском университете в 1991 году.

## Карьера и исследования

### Исследования
Марк является активным исследователем взаимодействия человека с компьютером, и ее основное исследование относится к социальным сетям. В частности, ее научные интересы привели к целому ряду исследований отдельных лиц и их рабочих мест.
Один из заметных результатов её работ включает влияние многозадачности на студентов-миллениалов колледжа на цифровом рабочем месте. Корреляции были взяты из стресса, времени, проведенного за компьютером, и многозадачности, так как измеряли настроение и стресс испытуемых с использованием биосенсоров и регистрации активности компьютера. В 2004 году Марк опубликовала документ ОМС, в котором утверждалось, что разработка информационных технологий на рабочем месте не является оптимальной для организации труда работника. Это говорит о том, что работник естественным образом организует свою работу таким образом, что в связанных единицах работы он намного больше, чем предполагаемый ИТ-проект - известный как рабочая сфера. В ее статье 2005 года ОМС исследуется высокая частота фрагментации работы среди информационных работников и ее влияние на технологический дизайн. Она также опубликовала статью, в которой тщательно анализируется состояние внимания информационного работника.

### Карьера
- В настоящее время Марк является ассоциированным редактором журналов ACM Transactions по взаимодействию компьютер-человек ( ACM TOCHI ) и Взаимодействие человек-компьютер [2] - рецензируемого научного журнала, тематикой которого являются инновационные технологии: компьютерное взаимодействие и интерактивный дизайн. В 2017 году она была ассоциированным председателем конференции ACM CHI.[3]
- Она была профессором в Университете Калифорнии, Ирвин, на кафедре информатики с 2007 года. До этого она была доцентом с 2000 по 2003 годы и доцентом с 2003 по 2007 годы на том же факультете.[1]
- Автор книги « Многозадачность в эпоху цифровых технологий», в которой подробно рассматриваются различная оценка многозадачности и степень её влияния на информационного работника.[8]
- Марк - с 2012 года - старший приглашенный исследователь в Microsoft Research.

## Награды и отличия
- Награда за  Лучшую статью ОМС в 2014 году
- Премии Google Research в 2011 и 2014 годах.
- Стипендиат Колумбийского университета и получила стипендию Фулбрайта от Университета Гумбольдта в 2006 году.
- Лауреат гранта за карьеру Национального научного фонда за свою работу с 2001 по 2006 год,
- Награда «Выдающийся выпускник-наставник» от Школы информатики и информатики им. Дональда Брена (2004–05 годах). Марк была отмечена за её значительный карьерный вклад в исследования, так как она получила награду декана UCI ICS за карьеру в области исследований в 2015 году и была введена в Академию ОМС в 2017 году.[1]